# Far East (太田裕美のアルバム)
『Far East』（ファー・イースト）は、1983年に発表された太田裕美の16枚目のアルバム。1983年にCD化された。

## 解説
- 前年、8か月にわたるNY滞在による休業を経て、初めて製作したアルバム。
- A面をニューヨークサイド、B面を東京サイドというコンセプトで制作。その後、太田の夫となる福岡知彦がディレクターとして初参加。NYサイドは太田が、東京サイドは福岡が担当。太田のアメリカ人の友達から紹介されたマーガレット・ドーンに曲を聴かせてもらい、いい歌をいっぱい持っていると思い、NYサイド用の曲として提供してもらい、神田広美と竜真知子に訳詩を担当してもらった[1]。
- ジャケットは「上を見上げる太田」の手元に、球形に切り取られた風景。表面がNYの風景、裏面が東京の風景となっている。
- エンジニアは吉田保。

## 収録曲
- A面（1 - 5曲目）はNYサイド、B面（6 - 10曲目）は東京サイドと呼ばれる。

1. Drifter
  - 作詞：LINDA LAWLEY、訳詞：竜真知子、作曲：MARGARET DORN、編曲：萩田光雄
  - サビ部分の太田のシャウトが話題となった。
2. Save A Little Love
  - 作詞：LINDA LAWLEY、訳詞：神田広美、作曲：MARGARET DORN、編曲：萩田光雄
3. Midnight
  - 作詞：LINDA LAWLEY、訳詞：竜真知子、作曲：MARGARET DORN、編曲：萩田光雄
  - 「NYっぽい感じが出したい」と、日野皓正にトランペットを依頼した[1]。
4. Kiss Me
  - 作詞：LINDA LAWLEY、訳詞：竜真知子、作曲：MARGARET DORN、編曲：萩田光雄
  - カーペンターズが、カレン・カーペンターの死後に発売したアルバム『愛の軌跡〜ラヴラインズ』（1989年）の中で、「Kiss Me the Way You Did　Last Night」のタイトルで歌っている。
5. Broken Promises
  - 作詞：LINDA LAWLEY、訳詞：神田広美、作曲：MARGARET DORN、編曲：萩田光雄
6. 窓から春の風
  - 作詞：下田逸郎、作曲：網倉一也、編曲：大村雅朗
7. City Magic
  - 作詞：KURO、作曲：西岡恭蔵、編曲：大村雅朗
8. あのね
  - 作詞：康珍化、作曲：板倉文、編曲：大村雅朗
9. あそび星
  - 作詞：下田逸郎、作曲：板倉文、編曲：大村雅朗
10. ロンリィ・ピーポー
  - 作詞：下田逸郎、作曲：太田裕美、編曲：大村雅朗
  - その後「ロンリィ・ピーポー」シリーズとして4作目まで制作される。